# Praskačka
Praskačka település Csehországban, a Hradec Králové-i járásban. Praskačka Hradec Králové, Urbanice, Lhota pod Libčany, Osice, Stěžery, Podůlšany, Staré Ždánice és Libišany településekkel határos. Lakosainak száma 1132 fő (2024. január 1.).

## Népesség
A település lakosságának változását az alábbi diagram mutatja:
| Lakosok száma | 1039 | 1225 | 1535 | 1209 | 978  | 914  | 1049 | 1081 | 1078 | 1132 |
|               | 1869 | 1890 | 1921 | 1950 | 1980 | 2001 | 2017 | 2019 | 2022 | 2024 |